# FIF Hillerød
FIF Hillerød er en idrætsklub i Hillerød stiftet 1902.
Hjemmebanen er Hillerød Stadion, eller Selskov Stadion som det oprindeligt hed, 2008 blev atletikstadionet certificeret efter IAAF standarden. 

## OL-deltagere
2008 Beijing 
- Morten Jensen – Længdespring